# أزمة المناخ

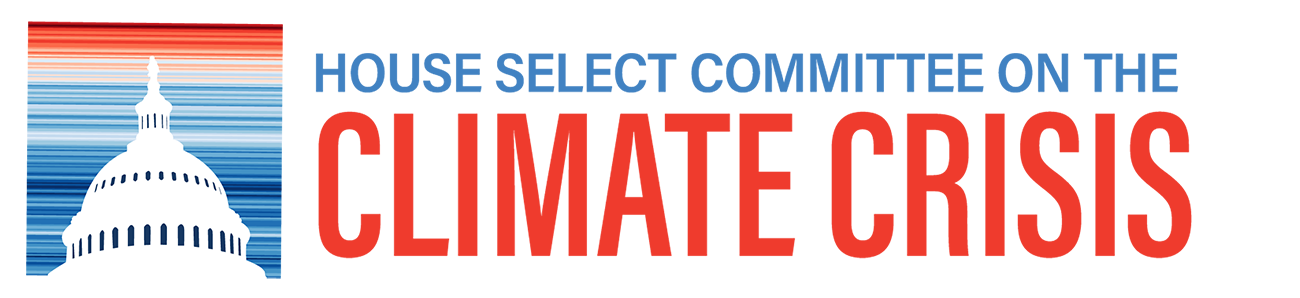
شعار اللجنة الأمريكية المختارة لأزمة المناخ (صُرّح بتشكيلها في 9 يناير 2019). ألغيت لجنة المناخ الأصلية (التي شُكّلت عام 2007) ، والتي تسمى اللجنة الخاصة لاستقلال الطاقة والاحترار العالمي، عندما استعاد الجمهوريون السيطرة على مجلس النواب الأمريكي عام 2011..

أزمة المناخ هو مصطلح يصف حالة الاحترار العالمي وتغير المناخ وعواقبه.
استخدم هذا المصطلح لوصف تهديد الاحترار العالمي لكوكب الأرض، وللحث على التخفيف من تغير المناخ المدمّر. على سبيل المثال، ذكر مقال BioScience في كانون الثاني (يناير) 2020، والذي أيده أكثر من 11000 عالم في جميع أنحاء العالم، أن «أزمة المناخ قد وصلت» وأن «زيادة هائلة في حجم المساعي للحفاظ على محيطنا الحيوي باتت أمراً ضرورياً لتجنّب المعاناة التي لا توصف التي ستنجم عن أزمة المناخ.»
تجدر الإشارة إلى ان ازمة المناخ أصبحت تحتلّ حيّزاً هاماً في نقاشات الدول وداخل المنظمات الدولية وخصوصاً الأمم المتحدة في ضوء الدراسات التي عرضها كل من حمزة جمول وإيمانويلا لوتشي في كتابهما " دبلوماسية المناخ - الحلول الدولية والوطنية "، والتي تشير إلى أن ما بين 3 % و20 % من نزاعات القرن الماضي نتجت عن عوامل مرتبطة بالمناخ، وستزداد نسبة هذه النزاعات مع إستمرار إرتفاع الإحتباس الحراري. 
يستخدم هذا المصطلح أولئك الذين «يعتقدون أنها تثير خطورة التهديدات التي يواجهها الكوكب من استمرار انبعاثات غازات الاحتباس الحراري، ويمكن أن تساعد في تحفيز نوع من قوة الإرادة السياسية الغائبة منذ فترة طويلة عن تأييد قضايا المناخ». إنهم يعتقدون أن «الاحتباس الحراري» قد جذب المزيد من المشاركة العاطفية والدعم للعمل لاتخاذ إجراءات تختص بقضايا «تغير المناخ»، ووصف تغير المناخ بأنه أزمة يمكن أن يكون له تأثير أقوى.
أظهرت دراسة أن المصطلح يستدعي استجابة عاطفية قوية في نقل الإحساس بالخطورة، لكن ثمة حذر من أن هذه الاستجابة قد تؤدي إلى نتائج عكسية، وقد تتسبب في رد فعل عنيف بسبب تصورات مقلقة مبالغ فيها.

## الأساس العلمي
في حين استخدمت لغة قوية لفترة طويلة في التأييد والسياسة ووسائل الإعلام، حتى أواخر عقد 2010، ظل المجتمع العلمي متقيّداً أكثر في لغته، على نحوٍ تقليدي. ومع ذلك، في بيان نشر في نوفمبر 2019 في عدد يناير 2020 من المجلة العلمية BioScience، جادل أكثر من 11000 عالم بأن وصف الاحترار العالمي كحالة طوارئ مناخية أو أزمة مناخية كان مناسبًا. وذكر العلماء أن هناك حاجة إلى «زيادة هائلة في المساعي» للحفاظ على المحيط الحيوي، لكنهم ذكروا وجود «علامات مزعجة للغاية» بما في ذلك الزيادات المستمرة في أعداد الماشية، وإنتاج اللحوم، وفقدان الغطاء الشجري، واستهلاك الوقود الأحفوري، والنقل الجوي، وانبعاثات ثاني أكسيد الكربون بالتزامن مع الاتجاهات الصاعدة في التأثيرات المناخية مثل ارتفاع درجات الحرارة، وذوبان الجليد، والطقس القاسي.
أيضًا، في نوفمبر 2019، خلُصت مقالة نُشرت في Nature إلى أن الأدلة من نقاط التحول المناخية تشير فقط إلى «أننا في حالة طوارئ كوكبية»، وتعريف الطوارئ بأنها نتاج للمخاطرة والضرورة الملحة، مع اعتبار بأن كلا العاملين «حاد». أشارت مقالة مجلة Nature إلى التقارير الخاصة الأخيرة الصادرة عن الهيئة الحكومية الدولية المعنية بتغير المناخ (2018، 2019) التي تشير إلى أنه يمكن تجاوز نقاط التحول الفردية بأقل من 1-2 درجة مئوية من متوسط الاحترار العالمي (الاحترار الحالي ~ 1 درجة مئوية)، بوجود سلسلة عالمية من نقاط التحول في احترار أكبر.
في تشرين الثاني (نوفمبر) 2019 أيضًا، خلص مقال نُشر في مجلة Nature إلى أن الأدلة المستمدة من نقاط التحول المناخية وحدها تشير إلى أننا في حالة طوارئ كوكبية، معرفًا حالة الطوارئ على أنها نتاج خطر وإلحاح، مع اعتبار كلا العاملين حادًا. أشارت مقالة Nature إلى التقارير الخاصة الصادرة عن الهيئة الحكومية الدولية المعنية بتغير المناخ (2018،2019) التي تشير إلى أنه يمكن تجاوز نقاط التحول الفردية بأقل من 1 إلى 2 درجة مئوية من متوسط الاحترار العالمي (الاحترار الحالي ~ 1 درجة مئوية)، مع سلسلة عالمية من نقاط التحول ممكن مع ارتفاع درجة الحرارة.

## تعريفات
في سياق تغير المناخ، صرح بيير مخيبير، أستاذ مستقبل المياه بجامعة سيدني للتكنولوجيا، أن مصطلح الأزمة هو نقطة أو موقف حاسم أو مفصلي يمكن أن يؤدي إلى نقطة تحول، تنطوي على ظرف غير مسبوق. ينص تعريف القاموس على أن الأزمة في هذا السياق تعني نقطة تحول أو حالة من عدم الاستقرار أو الخطر، ويعني ضمنيًا أنه يلزم اتخاذ إجراء الآن وإلا ستكون العواقب وخيمة. هناك تعريف آخر يميز المصطلح عن الاحتباس الحراري وتغير المناخ ويعرف أزمة المناخ على أنها التأثيرات السلبية المختلفة التي يتسبب فيها تغير المناخ غير المخفف أو يهدد بالتسبب به على كوكبنا، خاصة عندما يكون لهذه التأثيرات تأثير مباشر على البشرية.

## استخدام المصطلح

### تاريخيًا
استخدم نائب الرئيس الأمريكي السابق ألبرت جور مصطلحات الأزمات منذ الثمانينيات، حيث أضفي الطابع الرسمي على المصطلح من قبل تحالف أزمة المناخ (الذي قد شكل في عام 2004).
يتضمن تقرير صدر عام 1990 من مراجعة القانون الدولي بالجامعة الأمريكية مواد منتقاة تستخدم مصطلح أزمة بشكل متكرر. ورد في ذلك التقرير، ميثاق القاهرة: نحو استجابة عالمية منسقة لأزمة المناخ (21 ديسمبر 1989) ينص على أن جميع الدول ... يجب أن تتعاون على نطاق غير مسبوق. التزامات صعبة دون تأخير لمعالجة هذه الأزمة.

### حديثًا
في أواخر عام 2010، ظهرت العبارة باعتبارها جزءًا مهمًا من معجم climate hawk والذي تم تبنيه من قبل غرين نيو ديل والغارديان وغريتا تونبيرغ والمرشحين السياسيين الديمقراطيين للولايات المتحدة مثل كامالا هاريس. في الوقت نفسه، أصبح استخدامه أكثر شيوعًا بعد سلسلة من التحذيرات العلمية الرهيبة وإحياء الطاقة في عالم الدعوة.
في أواخر عام 2018، أنشأ مجلس النواب الأمريكي لجنة اختيار مجلس النواب بشأن أزمة المناخ، وهو مصطلح كتبه أحد الصحفيين في مجلة ذا أتلانتيك وهو تذكير بمدى تغير سياسات الطاقة في العقد الماضي. كانت لجنة المناخ الأصلية في مجلس النواب (التي شكلت في عام 2007) تسمى اللجنة المختارة لاستقلال الطاقة والاحترار العالمي، وألغيت لاحقًا عندما استعاد الجمهوريون السيطرة على مجلس النواب في عام 2011.
أفادت مجلة بوبليك سيتيزين أنه في عام 2018، استخدمت أقل من 10% من المقالات في أكبر 50 صحيفة أمريكية مصطلح أزمة أو طوارئ. في عام 2019، أشارت حملة بعنوان أطلق عليها أزمة مناخية، حثت المؤسسات الإعلامية الكبرى على تبني هذا المصطلح، لكنه في عام 2018، أشارت 3.5% فقط من مقاطع الأخبار التلفزيونية الوطنية إلى تغير المناخ باعتباره أزمة أو حالة طوارئ، (50 من 1400)، على الرغم من أن مجلة بوبليك سيتيزين ذكرت ثلاثة أضعاف هذا العدد، 150، في الأشهر الأربعة الأولى فقط من عام 2019.
بدا أن عام 2019 كان نقطة تحول في لغويات المناخ، حيث ارتبطت بلغة أكثر تأكيدًا استخدمتها كلمة الأمين العام للأمم المتحدة في قمة العمل المناخي؛ تقديم التماس إلى المؤسسات الإخبارية لتغيير لهجتها من خلال مشروع الواقع المناخي التابع لآل غور ومنظمة السلام الأخضر وحركة الشروق؛ احتجاجات خارج مبنى نيويورك تايمز لفرض التغيير؛ وتغيير مايو 2019 في دليل أسلوب الغارديان.
بعد استخدام أزمة المناخ في سبتمبر 2018 من قبل الأمين العام للأمم المتحدة أنطونيو غوتيريش، في 17 مايو 2019 قامت صحيفة الغارديان رسميًا بتحديث دليل أسلوبها لصالح الطوارئ المناخية أو الأزمة أو الانهيار والاحتباس الحراري. أوضحت رئيسة التحرير كاثرين فاينر: نريد أن نتأكد من أننا دقيقون علميًا، بينما نتواصل أيضًا بوضوح مع القراء بشأن هذه القضية المهمة جدًا. على سبيل المثال، تبدو عبارة تغير المناخ سلبية إلى حد ما ولطيفة عندما يتحدث العلماء عن كارثة للإنسانية.